# .cs
.cs је на неколико година био највиши Интернет домен државних кодова за Чехословачку. Међутим, држава се поделила на Чешку Републику и Словачку 1993. године и двема новим државама су убрзо додељени НИД-ови: .cz и .sk. Употреба домена .cs је постепено укинута, а НИД-дк је обрисан негде око јануара 1995.
.cs је највише коришћени највиши Интернет домен који је обрисан. Статистике из RIPE Network Coordination Centre показују да је чак и у јуну 1994. године, много пошто је урађена конверзија ка .cz и .sk, .cs је и даље имао 2300 хостова. За поређење, остали обрисани НИД-ови (.nato и .zr) могуће да нису ни стигли двоцифрене бројеве.
CS је у периоду од 2003 до 2006. године био ISO 3166-1 код за Србију и Црну Гору. Међутим, Србија и Црна Гора никада није користила .cs домен, већ је наставила да користи свој претходни НИД-дк .yu. IANA је .cs резервисала за Србију и Црну Гору, без додељених спонзорских организација. С обзиром да је Државна заједница Србија и Црна Гора расформирана највероватније ће бити поново обрисан.